# Adipsomyia stigmosa
Adipsomyia stigmosa är en tvåvingeart som först beskrevs av Smith 1964.  Adipsomyia stigmosa ingår i släktet Adipsomyia och familjen dansflugor. Inga underarter finns listade i Catalogue of Life.